# دوني غاردنر
دوني غاردنر (بالإنجليزية: Donnie Gardner)‏ هو لاعب كرة قدم أمريكية أمريكي، ولد في 17 فبراير 1968 في لويفيل في الولايات المتحدة.

## وصلات خارجية
- دوني غاردنر على موقع مرجع كرة القدم المحترفة.كوم (الإنجليزية)